# Gudrun Ure
Gudrun Ure (Milton of Campsie, 12 de março de 1926 – 14 de maio de 2024) foi uma atriz escocesa, mais conhecida por sua interpretação da personagem-título na série de televisão Super Gran.

## Filmografia parcial
- 36 Hours (1953)
- The Million Pound Note (1954)
- Doctor in the House (1954)
- The Diamond (1954)
- Trouble in the Glen (1954) (sem créditos)
- The Sea Shall Not Have Them (1954)

## Morte
Ure morreu no dia 14 de maio de 2024, aos 98 anos.